# Gommenec’h
Gommenec’h település Franciaországban, Côtes-d’Armor megyében. Lakosainak száma 552 fő (2022. január 1.). Gommenec’h Goudelin, Lannebert, Pommerit-le-Vicomte, Saint-Gilles-les-Bois, Tréméven és Trévérec községekkel határos.

## Népesség
A település népességének változása:
| Lakosok száma | 552  | 457  | 421  | 499  | 544  | 548  | 558  | 555  | 554  | 552  |
|               | 1968 | 1982 | 1990 | 2006 | 2013 | 2015 | 2017 | 2019 | 2020 | 2022 |